# Mount Oxley
Mount Oxley is een berg van het type inselberg op 32 kilometer van Bourke in de Australische deelstaat New South Wales. De berg ligt in de outback en heeft de vorm van een tafelberg. Hij heeft een hoogte van 307 meter boven de zeespiegel en stijgt 150 meter uit boven het omliggende landschap van de Western Plains. Het is een klein overblijfsel van een vroegere grote sedimentaire rotsformatie, waarvan het meeste tegenwoordig weggeërodeerd is. De onderliggende en omliggende rotsen zijn sedimentair zandsteen en metamorf kwartsiet. De berg is vernoemd naar de ontdekkingsreiziger John Oxley en staat bij de inheemse Australiërs bekend als Oombi Oombi. Archeologisch bewijs suggereert dat zij er steen groeven om als maalstenen te gebruiken. Stenen van Mount Oxley werden hoog aangeschreven en waren duur. Op de bovenkant van de berg zijn een aantal kleine kraterachtige rotsformaties te zien in twee afzonderlijke lijnen.
De planten die hier groeien hebben zich aangepast aan het semi-aride klimaat. Dit zijn onder andere de Acacia, Corymbia terminalis, Pittosporum angustifolium en Flindersia maculosa.